# NGC 3897
NGC 3897 في الفهرس العام الجديد، هي مجرة، تقع في كوكبة الدب الأكبر. اكتشفت في 28 أبريل 1785 بواسطة ويليام هيرشل.

## روابط خارجية
- NGC 3897 على موقع ويكي سكاي: DSS2, SDSS, GALEX, IRAS, Hydrogen α, X-Ray, Astrophoto, Sky Map, Articles and images